# Леман (Подляское воеводство)
Леман (пол. Leman) — деревня в Кольненском повете Подляского воеводства Польши. Входит в состав гмины Туросль. По данным переписи 2011 года, в деревне проживало 402 человека.

## География
Деревня расположена на северо-востоке Польши, на расстоянии приблизительно 19 километров к западу-северо-западу (WNW) от города Кольно, административного центра повета. Абсолютная высота — 115 метров над уровнем моря.

## История
Согласно «Списку населенных мест Ломжинской губернии», в 1906 году в деревне Леман проживало 889 человек (421 мужчина и 468 женщин). В конфессиональном отношении всё население деревни исповедовало католицизм. В административном отношении деревня входила в состав гмины Туросль Кольненского уезда.
В период с 1975 по 1998 годы деревня являлась частью Ломжинского воеводства.

## Достопримечательности
- Костёл Святого Роха с колокольней, 1925 г.